# San Luis Tecuahutitlán
San Luis Tecuahutitlán pertenece al municipio de Temascalapa, está ubicada al noreste de la Ciudad de México. Está localizada en el Municipio de Temascalapa (en el Estado de México).